# Lijst van voetbalinterlands Seychellen - Zuid-Soedan
Deze lijst van voetbalinterlands is een overzicht van alle officiële voetbalwedstrijden tussen de nationale teams van de Seychellen en Zuid-Soedan. De landen hebben tot op heden twee keer tegen elkaar gespeeld. De eerste wedstrijd, een kwalificatiewedstrijd voor de Afrika Cup 2021, vond plaats in Omdurman (Soedan) op 9 oktober 2019. Het laatste duel, de returnwedstrijd in dezelfde kwalificatiereeks, vond plaats op 13 oktober 2019 in Victoria.

## Wedstrijden
| № | Plaats   | Datum           | Competitie                   | Wedstrijd                | Uitslag |
| - | -------- | --------------- | ---------------------------- | ------------------------ | ------- |
| 1 | Omdurman | 9 oktober 2019  | Afrika Cup 2021 kwalificatie | Zuid-Soedan − Seychellen | 2 − 1   |
| 2 | Victoria | 13 oktober 2019 | Afrika Cup 2021 kwalificatie | Seychellen − Zuid-Soedan | 0 − 1   |

## Samenvatting
| Competitie              | Totaal gespeeld | Winst Seychellen | Gelijk | Winst Zuid-Soedan | Doelsaldo Seychellen – Zuid-Soedan |
| ----------------------- | --------------- | ---------------- | ------ | ----------------- | ---------------------------------- |
| Afrika Cup-kwalificatie | 2               | 0                | 0      | 2                 | 1 − 3                              |
| Totaal                  | 2               | 0                | 0      | 2                 | 1 − 3                              |

SFF · A-internationals · Seychels vrouwenelftal
1980 - 1989 · 
1990 - 1999 · 
2000 – 2009 · 
2010 – 2019 ·
2020 − 2029
Algerije ·
Angola ·
Bangladesh ·
Botswana ·
Burkina Faso ·
Burundi ·
Comoren ·
Congo-Kinshasa ·
Eritrea ·
Ethiopië ·
Gabon ·
Gambia ·
Ivoorkust ·
Kenia ·
Lesotho ·
Libië ·
Madagaskar ·
Malawi ·
Malediven ·
Mali ·
Mauritius ·
Mozambique ·
Namibië ·
Nigeria ·
Oeganda ·
Palestina ·
Rwanda ·
San Marino ·
Sierra Leone ·
Soedan ·
Sri Lanka ·
Swaziland ·
Tanzania ·
Tunesië ·
Zambia ·
Zimbabwe ·
Zuid-Afrika ·
Zuid-Soedan
SSFA · Zuid-Soedanees vrouwenelftal
Interlands
Tegenstander:
Benin ·
Botswana ·
Burkina Faso ·
Burundi ·
Congo-Brazzaville ·
Congo-Kinshasa ·
Djibouti ·
Egypte ·
Equatoriaal-Guinea ·
Ethiopië ·
Gabon ·
Gambia ·
Jordanië ·
Kameroen ·
Kenia ·
Malawi ·
Mali ·
Mauritanië ·
Mozambique ·
Oeganda ·
Oezbekistan ·
Rwanda ·
Sao Tomé en Principe ·
Senegal ·
Seychellen ·
Soedan ·
Somalië ·
Togo ·
Zuid-Afrika